# Želiezovce
Želiezovce − miasto na Słowacji w kraju nitrzańskim, w powiecie Levice. W 2011 roku liczyło 7186 mieszkańców. Pierwsza pisemna wzmianka o miejscowości pochodzi z 1274 roku.
Urodził tu się biskup koszycki Augustín Fischer-Colbrie.

## Miasta partnerskie
źródło:
- Barcs
- Makó
- Miercurea-Ciuc
- Trzciana